# 분성 김씨
분성 김씨(盆城 金氏)는 경상남도 김해시를 본관으로 하는 한국의 성씨이다.
시조인 김준영은 금녕 김씨이며 김시흥의 13대손이다. 임진왜란 때 호성공신 3등에 녹훈되고 분성군에 봉해졌다.